# Wapen van Sint Jacobiparochie

Wapen van Sint Jacobiparochie

Het wapen van Sint Jacobiparochie is het dorpswapen van het Nederlandse dorp Sint Jacobiparochie, in de Friese gemeente Waadhoeke. Het wapen werd in 2001 geregistreerd.

## Geschiedenis
Het wapen van Sint Jacobiparochie is overgeleverd in een rijmpje: "In Jan met in Japik, is 't wapen fan Sint-Japik"," (Een Jan en een Jacob, is het wapen van Sint-Jacob). Aan dit wapen is een schelp toegevoegd.

## Beschrijving
De blazoenering van het wapen in het Fries luidt als volgt:
Van blauw, omgekeerd en ingebogen gemanteld van rood; het rood beladen met twee heiligen, links de apostel en evangelist Johannes, houdende in zijn rechterhand een gifbeker met slang en in de linkerhand een bijbel, alles van goud; rechts de apostel Jakobus de Meerdere, houdende in de linkerhand een pelgrimsstaf en in de rechterhand een bijbel, op zijn hoofd een hoed met brede, opstaande randen met een pelgrimsschelp (St. Jakobsschelp) voorop, alles van goud; de beide heiligen toegerust met de hen toebehorende attributen; in het schildhoofd in het blauw een zilveren St. Jakobsschelp.
De heraldische kleuren zijn: azuur (blauw), keel (rood), goud (goud) en zilver (zilver).

## Symboliek
- Johannes de Evangelist: ontleend aan een rijmpje over het wapen.[2]
- Jakobus de Meerdere: eveneens ontleend aan een rijmpje over het wapen. Daarbij duidt hij ook op de plaatsnaam.[2]
- Schelp: toegevoegd als extra verwijzing naar de plaatsnaam daar de schelp een symbool is van Jakobus de Meerdere.[2]

## Zie ook

Vlag van Sint Jacobiparochie